# Escuela Inter-Americana
La Escuela Inter-Americana (Inter-American Magnet School, IAMS) es una escuela K-8 magnet en el distrito Lake View en Chicago, Illinois, Estados Unidos. Como parte de las Escuelas Públicas de Chicago (CPS for sus siglas en inglés), tiene el programa de enseñanza bilingüe (en inglés y español) de dos vías más antiguo del Medio Oeste de los Estados Unidos.

## Historia
Se abrió en 1975. Dos madres, Adela Coronado-Greeley y Janet Nolan, establecieron la escuela. Cada año la escuela añadió un nuevo grado, desde Kindergarten al grado 8.o.
En 1985, contrató a su primera directora, Eva Helwing, quien sirvió hasta 2005. Helwing, nacida en 1938, era una húngara estadounidense quien había vivido en la Alemania nazi y, a los 13 años, comenzó a asistir a las escuelas estadounidenses. La escuela contrató a ella debido a sus experiencias multilingües, aunque no sabía español; sabía inglés, alemán y húngaro. Aprendió español y lo usó en la escuela. Helwing murió el 10 de enero de 2012 en Niles (Illinois).

## Maestros y empleados
En el año escolar 1999-2000 la escuela tenía 39 maestros bilingües. También tenía una directora bilingüe, dos vicedirectores bilingües, y un consejero bilingüe. El 64% de los empleados bilingües eran hispanos o latinos, incluyendo mexicano-estadounidenses, cubano-estadounidenses, peruano-estadounidenses, y puertorriqueños.